# Trèves (Gard)
Trèves is een gemeente in het Franse departement Gard (regio Occitanie) en telt 110 inwoners (2009). De plaats maakt deel uit van het arrondissement Le Vigan.

## Geografie
De oppervlakte van Trèves bedraagt 24,0 km², de bevolkingsdichtheid is dus 4,6 inwoners per km².

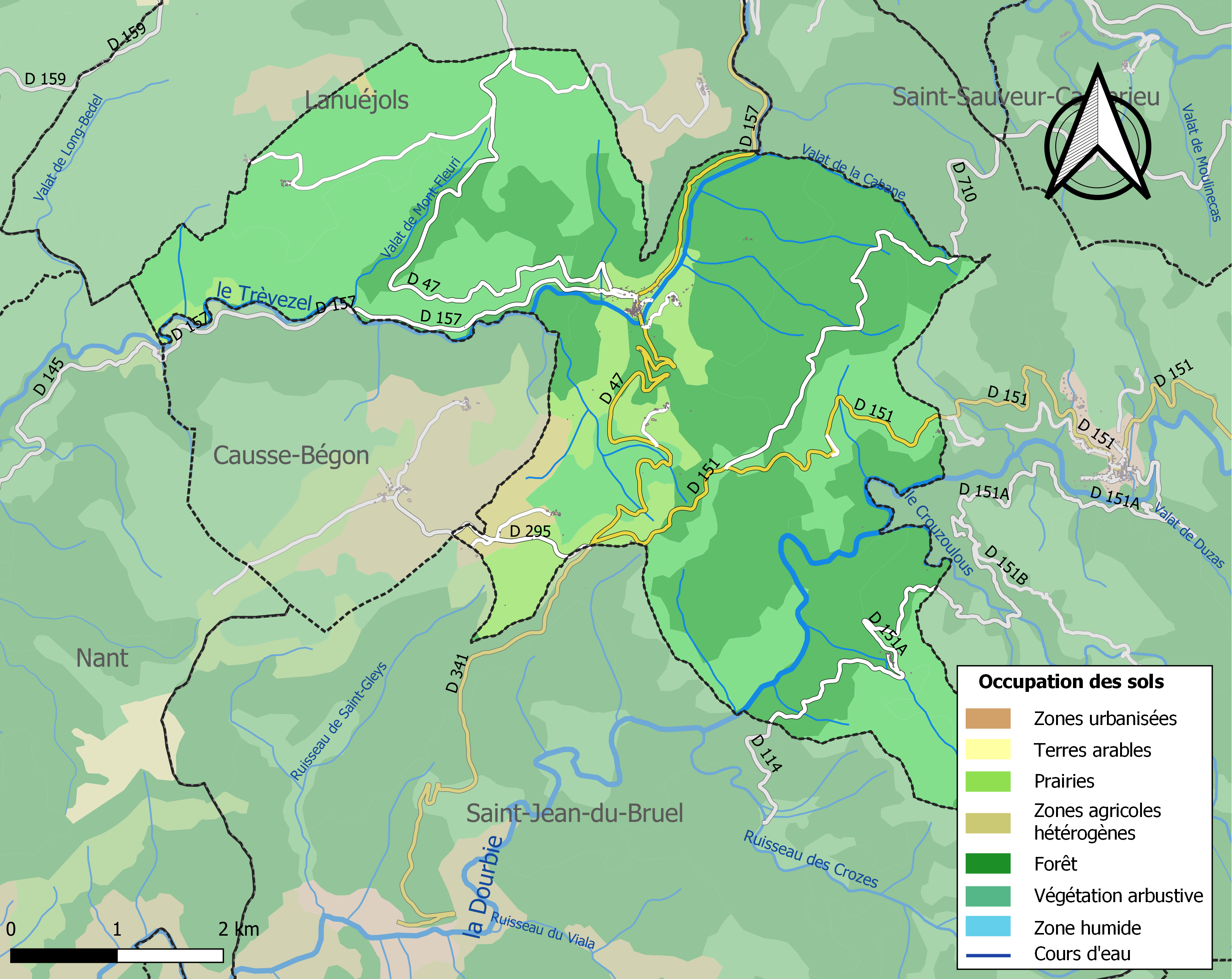
Kaart van de gemeente met de belangrijkste infrastructuur, bodemgebruik en omliggende gemeenten

## Demografie
Onderstaande figuur toont het verloop van het inwonertal (bron: INSEE-tellingen).